# هاينز شنايتر
هاينز سكينتر (مواليد 12 أبريل 1935) هو لاعب كرة قدم. يلعب مع منتخب سويسرا لكرة القدم. سبق له أن لعب في كأس العالم لكرة القدم مع منتخب بلاده.

## روابط خارجية
- هاينز شنايتر على موقع قاعدة بيانات كرة القدم.إي يو (الإنجليزية)
- هاينز شنايتر على موقع ناشيونال فوتبول تيمز (الإنجليزية)
- هاينز شنايتر على موقع عالم كرة القدم.نت (الإنجليزية)